# Naratj (vattendrag)
Naratj (belarusiska: Нарач) är ett vattendrag i Belarus. Det ligger i voblasten Minsks voblast, i den nordvästra delen av landet, 80 km nordväst om huvudstaden Minsk.
I omgivningarna runt Naratj växer i huvudsak blandskog. Runt Naratj är det ganska tätbefolkat, med 104 invånare per kvadratkilometer.